# Killen-Strait Traktor
Der Killen-Strait Traktor war ein experimenteller britischer Panzer der Killen-Strait Manufacturing Company aus dem Jahre 1915.

## Geschichte
Die Britische Armee suchte zu Beginn des Ersten Weltkrieges nach geeigneten gepanzerten Fahrzeugen. Im Juni 1915 fanden deswegen mehrere Testfahrten in den Wormwood Scrubs, London Borough of Hammersmith and Fulham mit unterschiedlichen Panzern statt. Die amerikanische Killen-Strait Manufacturing Company baute dafür den Killen-Strait Traktor. Der Panzer sollte in der Lage sein das Gefechtsfeld zu überqueren und Stacheldrahthindernisse zu zerstören. Der Killen-Strait Traktor zeigte bei diesen Tests eine gute Geländegängigkeit. Am 30. Juni 1915 sollte er, ausgerüstet mit einer Netzschere der Royal Navy ein Stacheldrahthindernis zerstören. Dies gelang nicht. Aufgrund dieses Scheiterns, seiner geringen Geschwindigkeit und seines hohen Aufbaus wurde der Killen-Strait Traktor abgelehnt und keine weiteren Exemplare gebaut.

## Technik
Der Killen-Strait Traktor wurde von einem 30 PS starken Waukesha-Motor angetrieben und konnte bei einem Gewicht von 4,3 t eine Höchstgeschwindigkeit von 6,5 km/h erreichen. Sein Fahrwerk bestand aus drei Gleisketten. Zwei im Heck als Laufketten, und eine vorne als Steuerelement. Sein Panzeraufbau wurde von dem Panzerwagen der Firma Delaunay-Belleville übernommen.

## Verbleib
Der Killen-Strait Traktor wurde im September 1915 zur Barrow Airship Station gebracht und diente dort ohne Panzerchassis als Zugmaschine. Sein weiterer Verbleib ist nicht bekannt.